# Алфёрово (посёлок, Сафоновский район)
 Алфёрово — посёлок в Смоленской области России, в Сафоновском районе. Входит в состав Зимницкого сельского поселения.
Расположен в центральной части области в 32 км к востоку от Сафонова, в 263 км от Москвы, в 4 км южнее автомагистрали М1 «Беларусь», на берегу реки Дымица. В посёлке есть железнодорожная платформа Алфёрово на ветке Москва — Минск. Входит в состав Зимницкого сельского поселения. Постоянное население – 99 жителей (2007 год).

## История
В годы Великой Отечественной войны населённый пункт был оккупирован гитлеровскими войсками в сентябре 1941 года, освобождена в 1943 году.
В советское время построены медпункт, магазины, дом культуры, школа, библиотека. Скульптура на братской могиле 194 воинов Советской Армии, погибших в 1941—1943 годах.